# Rajmund Llull

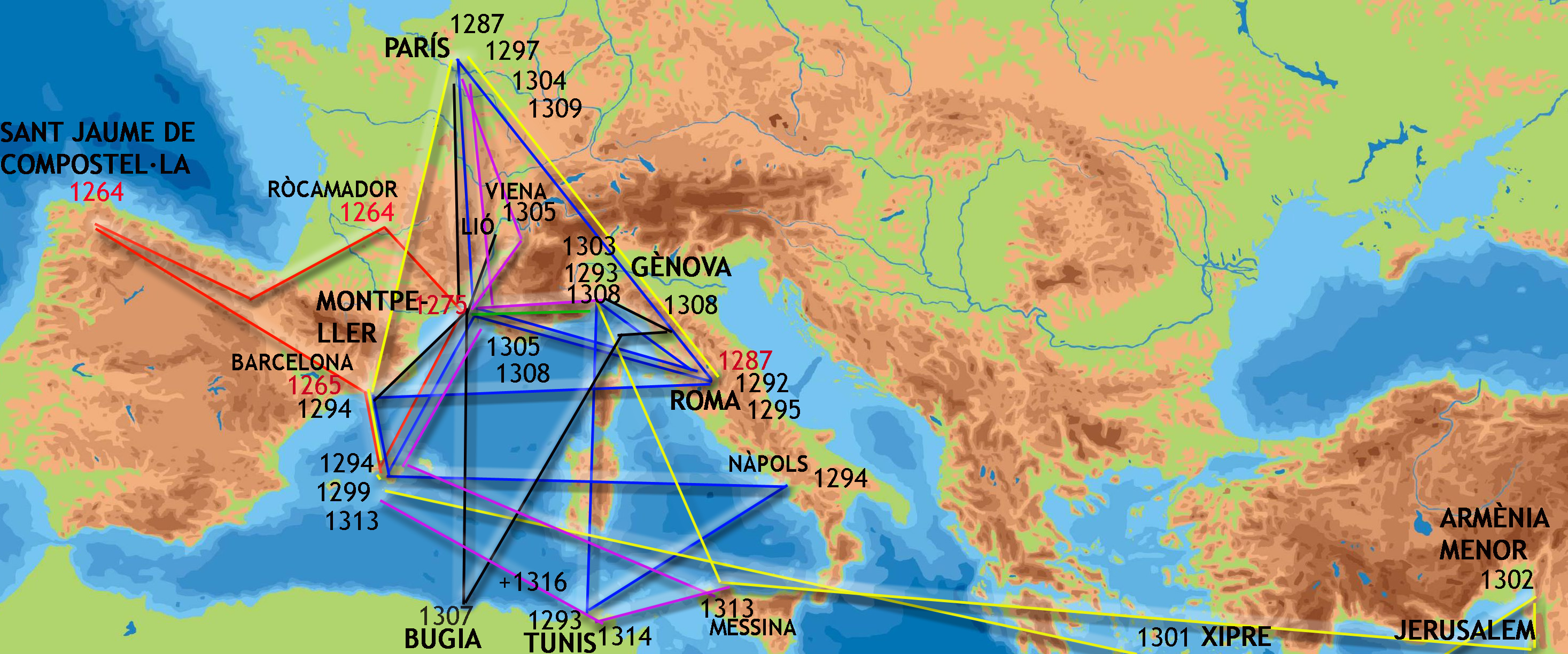
Podróże Rajmunda Lulla.

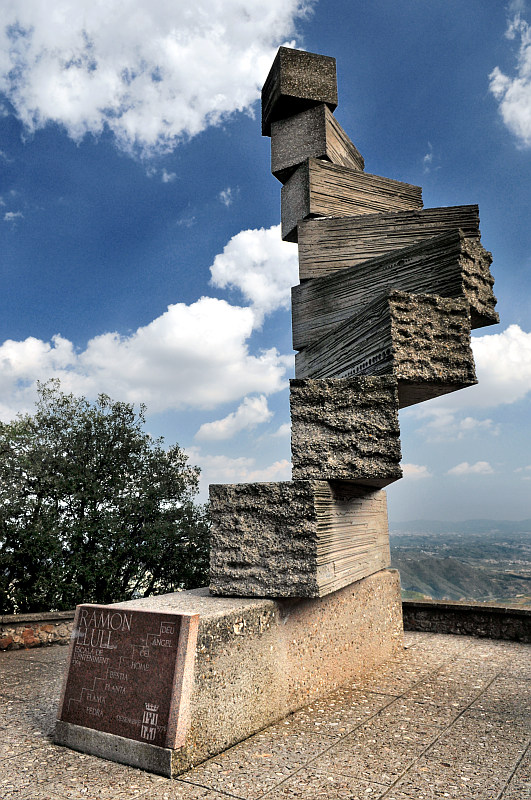
Pomnik na cześć Rajmunda Lullusa przed klasztorem w Montserrat (Hiszpania), którego osiem stopni symbolizuje osiem etapów świadomości (kamień, płomień, roślina, zwierzę, człowiek, niebo, anioł, Bóg).

Rajmund Lull OFS, właśc. kat. Ramon Llull IPA: [rəˈmon ˈʎuʎ], również z łac. Doctor Illuminatus  (Doktor Oświecony), (ur. ok. 1232 w Palma na Majorce, zm. ok. 1315) – kataloński działacz katolicki, filozof średniowieczny, teolog i poeta; tercjarz franciszkański i misjonarz, uważany za pierwotnego wynalazcę kombinatoryki zastosowanej w konstrukcji maszyny logicznej i błogosławiony Kościoła rzymskokatolickiego.

## Życiorys
Prawdopodobnie do wieku 30 lat był dworzaninem Jakuba I Zdobywcy, następnie został pustelnikiem, a później tercjarzem franciszkańskim. Jakiś czas żył w majorskim klasztorze Santuari de Nostra Senyora de Cura. Od tego okresu rozpoczął się jego wyjątkowy zapał nawracania świata muzułmańskiego. W tym celu zalecał naukę języków orientalnych i odparcie filozofii arabskiej, zwłaszcza Awerroesa.
Założył szkołę w Palma de Mallorca dla członków swojej wspólnoty, w której szczególny nacisk kładziono na naukę języka arabskiego i chaldejskiego. Później nauczał w Paryżu. Duży wpływ na jego życie wywarł dominikanin św. Rajmund z Penyafort.
Około 1291 roku udał się do Tunisu, gdzie głosił kazania dla muzułmanów, rozprawiając z nimi o filozofii. Po krótkim pobycie w Paryżu powrócił na Wschód jako misjonarz.
Powrócił do Europy w 1311 roku, aby przedstawić na Soborze w Vienne swoje plany nawrócenia Maurów. W roku 1315 udał się znów do Tunisu, gdzie miał zostać raniony przez chcących go ukamienować muzułmanów w trakcie przemawiania po arabsku w celu nawrócenia ich na chrześcijaństwo.
Nie wiadomo dokładnie kiedy, gdzie i w jakich okolicznościach zmarł Rajmund Llull.
Niektórzy autorzy utrzymują, jakoby:
- zginął śmiercią męczeńską przez ukamienowanie w Tunisie ok. 1315, lecz brak na to dowodów,
- zmarł w Bidżai (Bougie) w Algierii w 1325,
- zmarł naturalną śmiercią w drodze powrotnej z Tunisu do Palma de Mallorca na Morzu Śródziemnym.

Pochowany został w kościele św. Franciszka w rodzinnym mieście.

## Poglądy i twórczość
Działalność literacką Llulla inspirował ten sam cel, co jego wysiłki misjonarskie i dydaktyczne. W licznych pismach (około 300), które wyszły spod jego pióra, po katalońsku, jak i po łacinie, stawiał sobie za cel wykazanie błędów awerroizmu i przedstawienie teologii chrześcijańskiej w taki sposób, aby sami muzułmanie musieli ujrzeć prawdę.
Temu celowi jest też podporządkowane główne dzieło Llulla: Ars generalis ultima (Ars magna). Przedstawiony jest w nim projekt urządzenia (maszyny logicznej), w której podmioty i orzeczenia stwierdzeń teologicznych układały się w okręgi, kwadraty, trójkąty i inne figury geometryczne, a po poruszeniu dźwigni, przekręceniu korby albo obróceniu koła stwierdzenia tworzyły zdania prawdziwe lub fałszywe, same się dowodząc. Projekt ten rozwijany był też w jego kolejnych pracach.
Llull utożsamiał teologię i filozofię. Trzynastowieczna scholastyka twierdziła, że podczas gdy obie te nauki zgadzają się ze sobą, czyli co prawdziwe w filozofii nie może być fałszywe w teologii i vice versa, są to jednak rozłączne nauki, różniące się zwłaszcza tym, że teologia polega na objawieniu, a filozofia wyłącznie na rozumie. Niektórzy filozofowie muzułmańscy (szczególnie Awerroes) rozdzielili te nauki proponując koncepcję dwóch prawd, zgodnie z którą prawda w filozofii może być fałszem w teologii.
Llull zajął skrajnie przeciwne stanowisko. Utrzymywał, że nie ma różnicy między filozofią a teologią, między rozumem a wiarą, tak że nawet najwyższych tajemnic można dowieść używając logiki i Ars Magna. Twierdzenie to zrównywało prawdy zwykłe (dotyczące świata) i nadprzyrodzone.
Odmiennie od racjonalizmu Piotra Abelarda, racjonalizm Rajmunda był mistyczny: nauczał on wyraźnie, że w celu poznania najwyższych prawd rozumowi musi pomagać wiara, że gdy tylko wiara wypełni duszę swoim światłem, rozum, wzmocniony przez wiarę, "jest równie zdolny dowieść, że są trzy osoby boskie, jak to, że nie ma trzech Bogów". "Zależąc od łaski Boga" - pisał - "mam zamiar dowieść prawd wiary poprzez przekonujące rozumowanie". Z drugiej strony utrzymywał, że chociaż rozum potrzebuje Boskiej pomocy, wiara tak samo potrzebuje rozumu; wiara może nas zwodzić o ile rozum jej nie prowadzi. Ten, kto polega tylko na wierze, jest jak ślepiec, który polegając na zmyśle dotyku może czasem znaleźć to, czego szuka, ale często się myli - aby mieć pewność, że znalazł właściwy przedmiot, potrzebuje zarówno wzroku, jak i dotyku.
Zatem Rajmund twierdził, że aby poznać prawdę o Bogu, potrzeba użyć zarówno rozumu, jak i wiary. Nazywał się sam "chrześcijańskim sufi".
Dzieła Rajmunda opublikowano w dziesięciu tomach in folio w Moguncji w latach 1721-1742. Oprócz tego istnieje kilka częściowych wydań jego prac. Jego wiersze i popularne traktaty, pisane po katalońsku, były w swoim czasie bardzo poczytne, a ich styl wyrobił Rajmundowi wysoką pozycję w historii średniowiecznej literatury hiszpańskiej. Najlepiej znane wydanie pracy, w której opisuje swoją maszynę logiczną, to wydanie strasburskie z 1651 roku. "Rivista Lulliana", periodyk poświęcony przedstawianiu filozofii Rajmunda, ukazywał w Barcelonie w latach 1901-1905.

## Kult
Lokalny kult Rajmunda Lulla w Katalonii i zakonach franciszkańskich zatwierdził Benedykt XIV w dniu 25 lutego 1750 roku. Ponownie potwierdził go Pius IX w 1847 roku.
Wspomnienie liturgiczne bł. Rajmunda obchodzone jest 29 lub 30 czerwca. Lokalnie Franciszkanie wspominali go jako swego błogosławionego tercjarza w dniu 3 lipca.
Od maja 2001 roku jest patronem informatyków w Hiszpanii i wspominany jest 27 listopada. W 2007 rozpoczął się jego proces kanonizacyjny.
Przez niektórych bywa porównywany, ze względu na swą działalność misyjną i zainteresowanie kulturą arabską, z św. Karolem de Foucauldem lub nawet ze św. Pawłem Apostołem.

## Lulliści
Zasady wyznawane przez Rajmunda podjęli kontynuatorzy, znani jako lulliści, którzy przez pewien czas mieli tak wielkie wpływy, że zdołali założyć na Uniwersytecie w Barcelonie i Walencji katedry, propagujące doktrynę "Oświeconego Doktora". Władze kościelne uznały jednak, że konsekwencje jego myśli mogą być niebezpieczne, z powodu zatarcia różnicy między prawdami zwykłymi a nadprzyrodzonymi.
Racjonalny mistycyzm Rajmunda Lulla potępił oficjalnie Grzegorz XI w 1376 roku, a potępienie to podtrzymał Paweł IV.

## Legenda
Wg legendy poszukiwać miał kamienia filozoficznego. Przypisywane jest mu powiedzenie Mare tingerem si mercurius esset (łac. zamieniłbym morze w złoto, gdyby było morzem rtęci).